# Kalaje Gnipate
Kalaje Gnipate (24 luglio 1985) è un ex calciatore francese, di ruolo attaccante.

## Carriera

### Club
Nella stagione 2011-2012 ha giocato 5 partite nella OFC Champions League.

### Nazionale
Nel 2010 debutta con la nazionale neocaledoniana, giocando complessivamente 4 partite, con anche un gol segnato, nelle qualificazioni ai Mondiali. Nel 2012 ha giocato 2 partite e segnato un gol nella Coppa delle nazioni oceaniane 2012.

## Palmarès

### Nazionale
- Argento alla Coppa delle nazioni oceaniane: 1

Isole Salomone 2012